# 덕산 송씨
덕산 송씨(德山宋氏)는 충청남도 예산군 덕산면을 본관으로 하는 한국의 성씨이다. 시조는 송호산(宋壺山)이라는 인물로 본래는 여산 송씨로 고려에서 찬성사(贊成事)를 지냈으며, 증손자인 송문(宋文)은 고려의 호조판서(戶曹判書)를 지내며 공을 세워 덕성군(德城君)에 봉해졌다.

## 참고 자료
- “덕산송씨(德山宋氏)”. 뿌리를 찾아서.[깨진 링크(과거 내용 찾기)]